# المنشية (الإسكندرية)
المنشية هو أحد أقسام حي الجمرك في مدينة الإسكندرية في مصر.
أحد أقدم وأكبر ميادين المدينة، كان يطلق عليه سابقا «ميدان القناصل». ويتوسطه حديقة الميدان التي يتوسطها تمثال برونزي ضخم لمؤسس مصر الحديثة محمد علي باشا، وهي منطقة تجارية عريقة في المدينة. ويطل على مجموعة من الشوارع منها «شارع نوبار باشا» و«شارع السبع بنات».
يوجد بالمنطقة ميدانيين رئيسيين هما ميدان أحمد عرابي وميدان محمد علي باشا يطل عليهما مباني متعددة منها مبنى محكمة الإسكندرية الابتدائية (سراي الحقانية سابقا) التي تم انشاؤها العام 1886. أيضا يوجد قصر القنصلية الفرنسية بالإسكندرية.
كما توجد بها موقعا سابقا لقبر الجندي المجهول بالإسكندرية، قبل نقل موقع الاحتفال التذكاري السنوي الرسمي بالجندي المجهول إلي ميدان محطة مصر في المدينة. تم في العام 1999 عمل مشروع لتطوير الميدان شمل ازالة التعديات على أرصفته وتغيير لخط سير ترام المدينة ومن بين الأحداث التاريخية الشهيرة التي شهدها ميدان المنشية، خطاب شهير للرئيس المصري الراحل جمال عبد الناصر في 26 أكتوبر 1954 فيما يعرف تاريخيًا بـ حادثة المنشية.

## صور قديمة

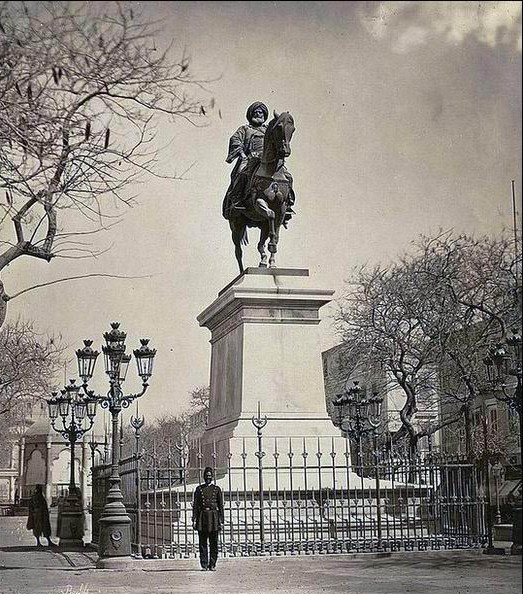
تمثال محمد علي باشا في وسط ميدان المنشية. الصورة تعود إلى النصف الأول من القرن العشرين
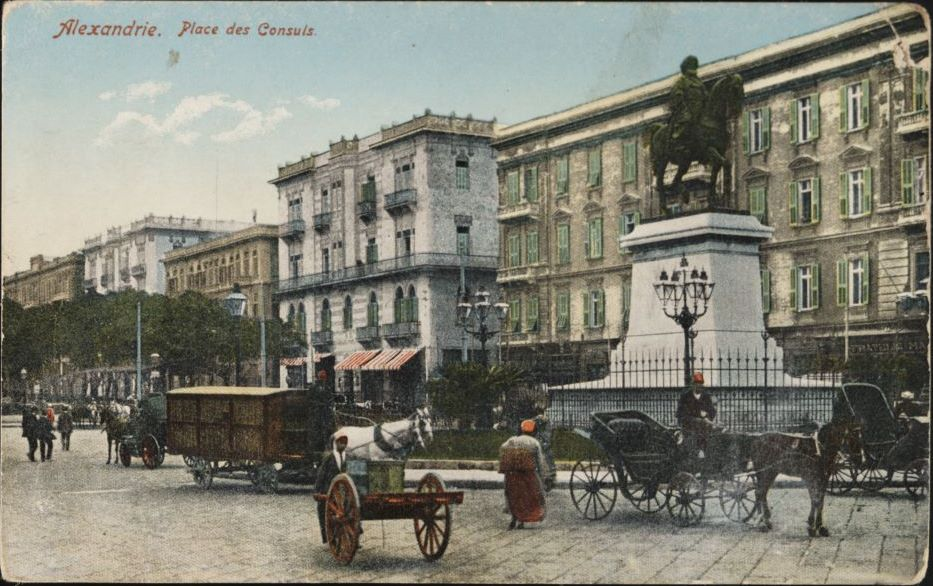
الميدان في مطلع القرن العشرين
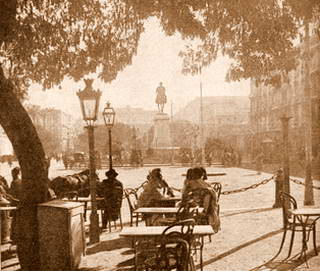
مقهى بميدان المنشية عام 1924
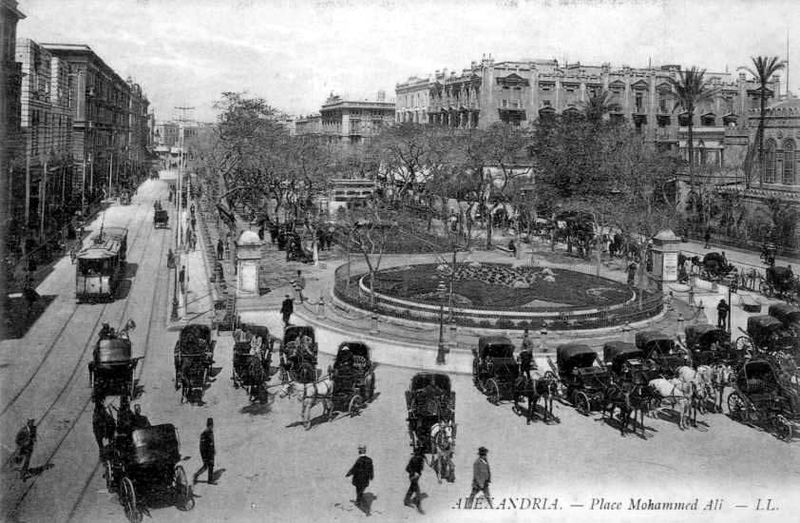
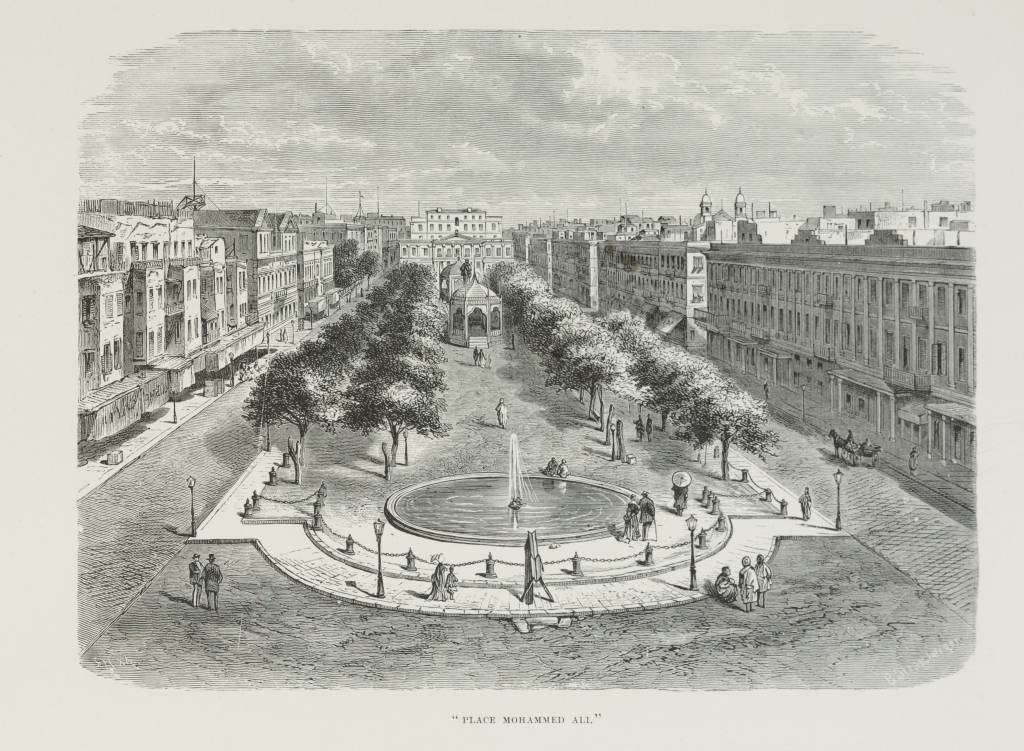
لوحة للميدان عام 1878